# Ligaausschuss (Tischtennis)
Der Ligaausschuss im Tischtennis ist ein Gremium des Deutschen Tischtennis-Bundes DTTB, das die wirtschaftliche Leistungsfähigkeit der Lizenzvereine prüft und daraufhin die Spiellizenz erteilt oder verweigert. Lizenzvereine sind die Vereine der 1. Bundesliga.

## Aufgaben
Neben der Lizenzerteilung an die Vereine erteilt der Ligaausschuss die Erlaubnis an Lizenzspieler und Amateurspieler, für einen Verein der Lizenzliga zu spielen. Zudem entscheidet er über Anträge von Lizenzspielern, die als Amateure zurückgestuft werden möchten. Er kümmert sich um die Vermarktung der Bundesliga, etwa um Sponsoren und um Fernsehrechte.
Wenn die bei einer Versammlung anwesenden Vereinsvertreter mit Dreiviertelmehrheit einen Antrag beschließen, dann trägt der Ligaausschuss diesen Antrag an der Hauptversammlung des DTTB vor.
Der Ligaausschuss wurde am 2. November 2010 durch die in Fulda gegründete TTBL Sport GmbH abgelöst. In Fulda befindet sich seither der Sitz der Gesellschaft.

## Zusammensetzung
Der Ligaausschuss besteht aus einem Vorsitzenden, einen stellvertretenden Vorsitzenden, zwei Beisitzern und einem Ligasekretär des DTTB. Der amtierende DTTB-Generalsekretär hat als außerordentliches Mitglied eine beratende Funktion ohne Stimmrecht.
Mit Ausnahme der beiden DTTB-Vertreter werden die Mitglieder das Ligaausschusses durch die Versammlung der Vereine der Lizenzliga gewählt. Die Vereine werden dabei durch ein stimmberechtigtes Mitglied repräsentiert. Es ist erforderlich, dass diese Wahlen von der Bundeshauptversammlung des DTTB bestätigt werden.

## Konfliktpotential
Der Ligaausschuss befasst sich vorwiegend mit den Interessen der Lizenzvereine. Dagegen vertritt der DTTB alle deutschen Vereine und zudem die Nationalmannschaft. Dies führte in der Vergangenheit gelegentlich zu Interessenskonflikten, die mühsam, aber doch, nach und nach, aufgelöst werden konnten.

## Geschichte

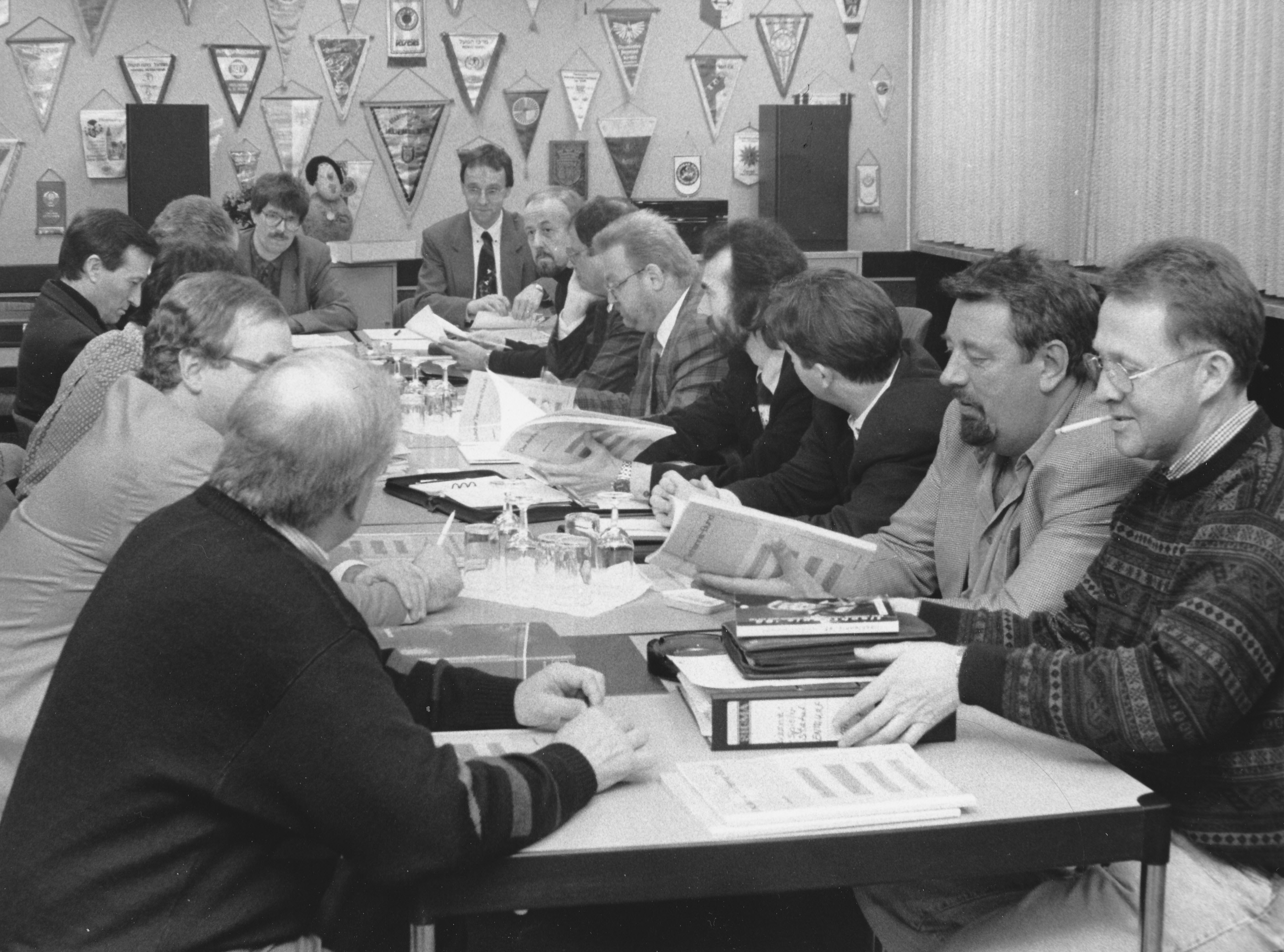
Gründungsversammlung des Ligaausschusses am 18. März 1994 in Mülheim an der Ruhr

Der Ligaausschuss wurde am 18. März 1994 in Mülheim an der Ruhr erstmals gewählt und am 11. Juni 1994 von der Bundeshauptversammlung des DTTB bestätigt. Damals gehörten dem Ausschuss drei Beisitzer an. Der ersten Ausschuss setzte sich zusammen aus:
- Karl Kamps (TTC Zugbrücke Grenzau) – Erster Vorsitzender
- Bernd Witthaus (Post SV Mülheim) – Stellvertretender Vorsitzender
- Uwe Freise (VfB Lübeck) – Beisitzer
- Rainer Ihle (TTF Liebherr Ochsenhausen) – Beisitzer
- Wilfried Micke (Borussia Düsseldorf) – Beisitzer
- Walter Gründahl – DTTB-Generalsekretär, außerordentliches Mitglied
- Michael Keil – DTTB-Bundesligaspielleiter, außerordentliches Mitglied

Umfangreiche und mühsame Verhandlungen zwischen den Vereinen und dem DTTB waren nicht nur in Bezug auf einen Ligaausschuss, sondern auch über ein Lizenzspielerstatut vorangegangen. Die Vereine wurden in dieser Frage von dem erfahrenen Rechtsanwalt Christoph Schickardt (Stuttgart) beraten, der dem Deutschen Fußball-Bund in ähnlichen Fragen schon beratend zur Seite gestanden hatte.